# دستور يوغوسلافيا 1974

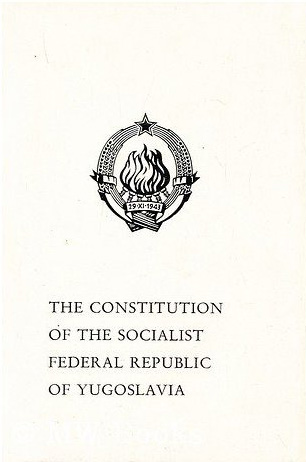
دستور يوغوسلافيا 1974

كان دُستور يوغوسلافيا لسنة 1974 الدستور الرابع والأخير لجمهورية يوغوسلافيا الاتحادية الاشتراكية، ودخل حيز التنفيذ في 21 فبراير 1974.
تضمن دستور 1974 ما مجموعه 406 مواد أصلية، ما جعله أحد أطول الدساتير في العالم. وقد أُضيفت بعض المواد التي تحمي نظام الإدارة الذاتية من تدخل الدولة، والتي تنص على توسيع تمثيل الجمهوريات والمقاطعات في جميع المُنتديات الانتخابية والسياسية. وصف الدستور البرلمان الاتحادي المُعاد هيكلته بأنه أعلى تعبير عن نظام الإدارة الذاتية، وقد حدد إجراءات انتخابية مُعقدة لانتخاب أعضاء هاته الهيئة، انطلاقا من المُنظمات السياسية المحلية. حيث يُنتخب أعضاء برلمانات البلديات، ومن ثم هاته البرلمانات ستنتخب برلمانات على مُستوى المقاطعات والجمهورية، وستنتخب هاته الأخيرة أعضاء البرلمان الاتحادي، الغُرفة الفيدرالية ومجلس الجمهوريات والمقاطعات.
قلص الدستور الجديد عدد أعضاء رئاسة الدولة من 23 إلى 9 أعضاء، مع تمثيل متساوٍ لكل جُمهورية ومُقاطعة في حزب رابطة شيوعيي يوغسلافيا. كما وسع دستور عام 1974 من حماية حُقوق وحُريات الأفراد ومن إجراءات المُحاكمات، إلا أنه لا يمكن لأي مُواطن استخدام هذه الحُريات لتعطيل النظام الاجتماعي المنصوص عليه. وقد نص الدستور الجديد أيضا على حُصول مقاطعتي كُوسوفو وفُويفودينا المُكونتين لصربيا، على مزيد من الحكم الذاتي، بما في ذلك الحصول حق النقض في البرلمان الصربي. أعلن الدستور أيضا استمرار الرئيس جوزيب بروز تيتو في منصبه مدى الحياة.